# Bank Danych Regionalnych
Bank Danych Regionalnych (BDR) - największy w Polsce uporządkowany i udostępniany w Internecie zbiór informacji o sytuacji społeczno-gospodarczej, demograficznej, społecznej oraz stanie środowiska, opisującym województwa, powiaty oraz gminy jako podmioty systemu organizacji społecznej i administracyjnej państwa, a także regiony i podregiony stanowiące elementy nomenklatury jednostek terytorialnych do celów statystycznych.
Bank Danych Regionalnych był prowadzony przez Główny Urząd Statystyczny, a obecnie został zastąpiony przez Bank Danych Lokalnych.